# Phyllodromica irinae
Phyllodromica irinae är en kackerlacksart som först beskrevs av Bei-Bienko 1932.  Phyllodromica irinae ingår i släktet Phyllodromica och familjen småkackerlackor. Inga underarter finns listade i Catalogue of Life.